# Mike Nattrass
Mike Nattrass (født 14. december 1945) er siden 2004 britisk medlem af Europa-Parlamentet, valgt for UK Independence Party (indgår i parlamentsgruppen Europa for frihed og demokrati).